# Дьюк Блю Девилз (баскетбол)
«Дьюк Блю Девилз» (англ. Duke Blue Devils) — мужская баскетбольная команда университета Дьюка выступающая в 1-м дивизионе чемпионата NCAA, в конференции Атлантического Побережья. «Блю Девилз» — 5-кратные чемпионы NCAA, последний раз они завоевали титул в 2015 году. По количеству побед в чемпионате «Дьюк» уступает лишь «УКЛА Брюинз» (11 титулов), «Кентукки Уайлдкэтс» (8) и «Северной Каролине Тар Хилз», деля четвёртое место с «Индианой Хузерс».

## История команды
В 1906 году Уилбур Уэйд Кард — спортивный директор университета Дьюка, который в то время назывался Тринити колледж — представил общественности новый вид спорта — баскетбол. 30 января «Вестник Тринити» напечатал новость о новом спорте на своей главной странице. «Тринити» проиграли свой первый в истории матч со счётом 24—10 команде из университета Уэйк Форрест. Свой первый титул «Тринити» завоевали в 1920 году, выиграв чемпионат штата Северной Каролины. В 1920-х годах учебное заведение поменяло своё название на «Университет Дьюка».
В 1970 году «Дьюк» одержал свою 1000-ю победу, став восьмым университетом добившимся этого показателя. Билл Фостер — главный тренер «Блю Девилз», который привёл команду к финалу NCAA 1978 года, где она уступила «Кентакки Уайлд Кэтс».
Майк Кшижевски возглавил команду в 1980 году. При нём «Дьюк» 11 раз выходил в «Финал четырёх NCAA» и 5 раз становился чемпионом NCAA. С ним команда одержала больше 900 побед в чемпионате, что является рекордом среди действующих тренеров команд NCAA.

## История названия
Во время Первой мировой войны во французской армии действовало подразделение под названием «Альпийские стрелки», оно также было известно под прозвищем «Синие дьяволы» (фр. «les Diables Bleus» или англ. «Blue Devils»). Они были знамениты своей храбростью и отвагой, когда США вступило в войну, американские солдаты были впечатлены красивой формой синего цвета, которую они носили. Истории об этом интересном подразделении распространились по США. В сентябре 1921 года на страницах «Вестника Тринити» началась кампания посвящённая выбору имени для футбольной команды. Администрация учебного заведения хотела добиться немедленного узнавания нового имени, чтобы оно сразу было у всех на устах. Кандидатами были: «Блю Тайтанс» (англ. «Blue Titans»), «Блю Иглз» (англ. «Blue Eagles»), «Полар Беарз» (англ. «Polar Bears»), «Блю Девилз» (англ. «Blue Devils»), «Ройал Блэйзес» (англ. «Royal Blazes») и «Блю Уорриорз» (англ. «Blue Warriors»). Вариант «Девилз» не выиграл с явным преимуществом — многим не нравилось это название по религиозным соображениям. В итоге редакторы «Вестника Тринити» пришли к выводу, что они будут называть команду именем кандидата набравшего наибольшее количество голосов, а им стал «Блю Девилз». В первый сезон даже чирлидерши не называли команду выбранным именем, но газета упорно продолжала печатать «Блю Девилз» и название прижилось.

## Действующие игроки выступающие в НБА
- Кайри Ирвинг
- Остин Риверс
- Джабари Паркер
- Брэндон Ингрэм
- Джейсон Тейтум
- Зайон Уильямсон
- Ар Джей Барретт
- Кэмерон Реддиш
- Паоло Банкеро
- Купер Флэгг

## Достижения
- Чемпион NCAA: 1991, 1992, 2001, 2010, 2015
- Финалист NCAA: 1964, 1978, 1986, 1990, 1994, 1999
- Полуфиналист NCAA: 1963, 1964, 1966, 1978, 1986, 1988, 1989, 1990, 1991, 1992, 1994, 1999, 2001, 2004, 2010, 2015
- Четвертьфиналист NCAA: 1960, 1963, 1964, 1966, 1978, 1980, 1986, 1988, 1989, 1990, 1991, 1992, 1994, 1998, 1999, 2001, 2004, 2010, 2013, 2015, 2018, 2019
- 1/8 NCAA: 1960, 1963, 1964, 1966, 1978, 1980, 1986, 1987, 1988, 1989, 1990, 1991, 1992, 1994, 1998, 1999, 2000, 2001, 2002, 2003, 2004, 2005, 2006, 2009, 2010, 2011, 2013, 2015, 2016, 2018, 2019
- Участие в NCAA: 1955, 1960, 1963, 1964, 1966, 1978, 1979, 1980, 1984, 1985, 1986, 1987, 1988, 1989, 1990, 1991, 1992, 1993, 1994, 1996, 1997, 1998, 1999, 2000, 2001, 2002, 2003, 2004, 2005, 2006, 2007, 2008, 2009, 2010, 2011, 2012, 2013, 2014, 2015, 2016, 2017, 2018, 2019
- Победители турнира конференции: 1938, 1941, 1942, 1944, 1946, 1960, 1963, 1964, 1966, 1978, 1980, 1986, 1988, 1992, 1999, 2000, 2001, 2002, 2003, 2005, 2006, 2009, 2010, 2011, 2017, 2019
- Победители регулярного чемпионата конференции: 1940, 1942, 1943, 1954, 1958, 1963, 1964, 1965, 1966, 1979, 1986, 1991, 1992, 1994, 1997, 1998, 1999, 2000, 2001, 2004, 2006, 2010